# São Sebastião (São Paulo)
São Sebastião és un municipi de l'estat de São Paulo, en el litoral nord, microrregião de Caraguatatuba. La població estimada en 2006 era de 75.886 habitants, i l'àrea és de 403 km², el que resulta en una densitat demogràfica de 162,47 hab/km².

## Història
És la ciutat més antiga del litoral nord. Abans de la colonització portuguesa, la regió de São Sebastião era ocupada per indis Tupinambás i Tupiniquins, sent la serra de Boiçucanga una frontera natural de les terres de les tribus. L'ocupació portuguesa ocorre amb l'inici de la Història de Brasil, després de la divisió del territori en Capitanias Hereditárias. Es van iniciar llavors la població, desenvolupant el local amb agricultura i pesca. En aquella època la regió explicava amb desenes d'engenhos de canya/canya de sucre, responsables per un major desenvolupament econòmic i la caracterització com nucli habitacional i polític. Això va possibilitar l'emancipació de São Sebastião. Un dels principals punts de trobada dels habitants de la ciutat és el "Carrer de la Platja", en el centre de la ciutat, on aquesta localitzada la major pista de skate de la ciutat amb 7 mil m² i considerada la major de Brasil, a més del teatre municipal.